# Bronislovas
Bronislovas ist ein litauischer männlicher Vorname, abgeleitet von polnischem Bronisław. Die Abkürzung ist Bronius.

## Personen
- Bronislovas Genzelis (1934–2023),  Philosoph und Politiker, Mitglied des Seimas
- Bronislovas Jagminas (1935–2016), Journalist und Politiker, Mitglied des Seimas
- Bronislovas Liutkus (* 1960), Politiker, Bürgermeister von Jonava
- Bronislovas Lubys (1938–2011), Unternehmer, Gründer des Konzerns „Achema“, Ministerpräsident, Mäzen
- Bronislovas Matelis (* 1961), Journalist und Politiker, Mitglied des Seimas
- Ringaudas Bronislovas Songaila (1929–2019), sowjetlitauischer Politiker